# 霍德 (伊利諾伊州)
霍德（英語：Hord）是位於美國伊利諾伊州克萊縣的一個非建制地區。該地的面積和人口皆未知。

## 地理
霍德的座標為38°53′04″N 88°31′16″W / 38.88444°N 88.52111°W，而該地的平均海拔高度為158米（即518英尺）。